# Neil Covone
Neil Covone (Hialeah, Florida, Estados Unidos, 31 de agosto de 1969) es un exfutbolista estadounidense que jugaba de centrocampista.

## Trayectoria
Entre 1987 y 1990 Covone jugó por los Demon Deacons de la Universidad de Wake Forest. Luego de graduarse firmó por los Fort Lauderdale Strikers de la American Professional Soccer League. En 1991 jugó 12 partidos por el equipo, marcando un gol. Al año siguiente, el último como profesional, jugó cinco partidos y no marcó goles. En 1995 se tituló de abogado en la Universidad Estatal de Florida.

## Selección nacional
Fue capitán de la selección estadounidense que obtuvo el cuarto lugar en la Copa Mundial Juvenil de 1989. Debutó por la selección adulta el 5 de junio del mismo año, en un amistoso contra Chile en Fresno, estando aún en la universidad. Al año siguiente fue incluido en el equipo que participó en la Copa del Mundo, aunque no jugó ningún partido. 

### Participaciones en Copas del Mundo
| Mundial                        | Sede   | Resultado    |
| ------------------------------ | ------ | ------------ |
| Copa Mundial de Fútbol de 1990 | Italia | Primera fase |

## Clubes
| Club                     | País           | Año       |
| ------------------------ | -------------- | --------- |
| Fort Lauderdale Strikers | Estados Unidos | 1991-1992 |